# Kundabwikufälle
Die Kundabwikufälle des Flusses Kalungwishi liegen in der Nordprovinz in Sambia.

## Beschreibung
Die Fälle befinden sich ca. 95 km weit entfernt von Mporokoso und sind die letzten großen Fälle vor der Mündung des Flusses in den Mwerusee. Sie beginnen mit einem kleinen Wasserfall, dem reißende Stromschnellen folgen, um dann die eigentlichen Fälle zu erreichen. Die sind 25 Meter hoch und in der Regenzeit 75 Meter breit. Der Fluss Kalungwishi bietet eine ganze Reihe imposanter Wasserfälle, unter anderem die Lumangwe-Fälle, Chimpepefälle, Kabwelumafälle und die Mumbulumafälle drei Kilometer von den Kundabwikufällen entfernt.